# クレルモン教会会議

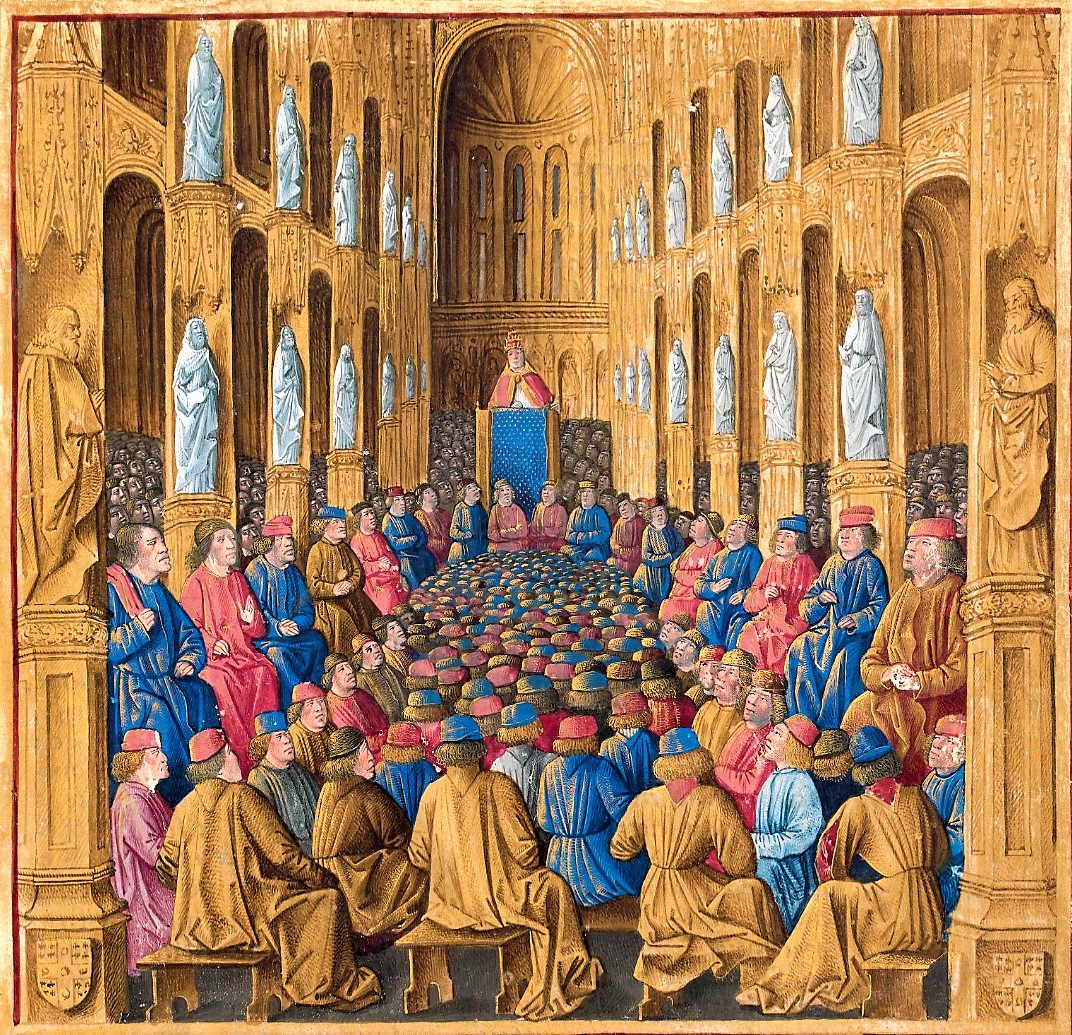
クレルモン教会会議でのウルバヌス2世。1490年ごろの画

クレルモン教会会議（クレルモンきょうかいかいぎ）は、1095年11月にクレルモン（現・クレルモン＝フェラン）で開かれた教会会議で、教皇ウルバヌス2世が招集した。この教会会議は教皇ウルバヌス2世が行った十字軍宣言で有名である。クレルモン公会議とも訳されるが、現在は教会会議と訳されることが多い。クレルモン宗教会議ともいう。

## 十字軍宣言
ウルバヌス2世は会議の最後に、群集に向けて演説を行った。これは第1回十字軍およびその後約2世紀にわたってカトリック世界のすべての人を巻き込んだ十字軍運動の直接的契機となったことで非常に有名である。彼は東方のキリスト教国（主に東ローマ帝国）の苦難と異教徒に対する聖戦が必要であり、十字軍へ参加した者は罪が許されると訴えた。人々は熱狂し、"Dieu le veult!"（神の望みのままに！）と答えたという（この言葉は史料の不確かさから疑う研究者も多い）。

## 演説の記録者
ウルバヌス2世が行った演説は、以下に挙げる4人などの12世紀の年代記作者によって記録された。またフルケリウスの記録が今日ではもっとも信頼性が高いと言われている。
- フルケリウス
- ロベルトゥス
- バルドリクス
- ギベルトゥス